# Exploitation du bois en Norvège
Exploitation du bois en Norvège è un cortometraggio muto del 1907. Il nome del regista non viene riportato nei credit del documentario, ambientato nelle foreste norvegesi.

## Produzione
Il film fu prodotto dalla Pathé Frères.

## Distribuzione
Distribuito dalla Pathé Frères, il film - un cortometraggio di 100 metri - uscì nelle sale francesi nel 1907. La Pathé lo distribuì anche negli Stati Uniti, dove venne importato e presentato il 30 novembre 1907 con il titolo inglese Wood Industry in Norway.